# 特雷波格兰德
特雷波格兰德（義大利語：Treppo Grande），是意大利乌迪内省的一个市镇。总面积11平方公里，人口1767人，人口密度160.6人/平方公里（2009年）。ISTAT代码为030126。